# Vlag van Donkerbroek

Vlag van Donkerbroek

De vlag van Donkerbroek is de dorpsvlag van het Nederlandse dorp Donkerbroek, in de Friese gemeente Ooststellingwerf. De vlag werd in 1980 geregistreerd. Het ontwerp van de vlag is van de hand van de heer Piet Bultsma.

## Beschrijving
De beschrijving van de vlag is als volgt:
Drie banen van groen en geel, waarvan de hoogten zich verhouden als 2 : 1 : 2, met een zwarte broekingsdriehoek van zwart, met daarop een griffioen van rood.
De kleuren zijn afkomstig van het dorpswapen.

## Symboliek
- Groene banen: staan voor de agrarische aard van het dorp.[3]
- Gele baan: symbool voor de Herenweg die door het dorp loopt.[3]
- Zwarte broekingsdriehoek: verwijst naar het veen dat rond het dorp aanwezig was.[3]

Griffioen: ontleend aan het wapen van Ooststellingwerf.